# Philipp Nicolai

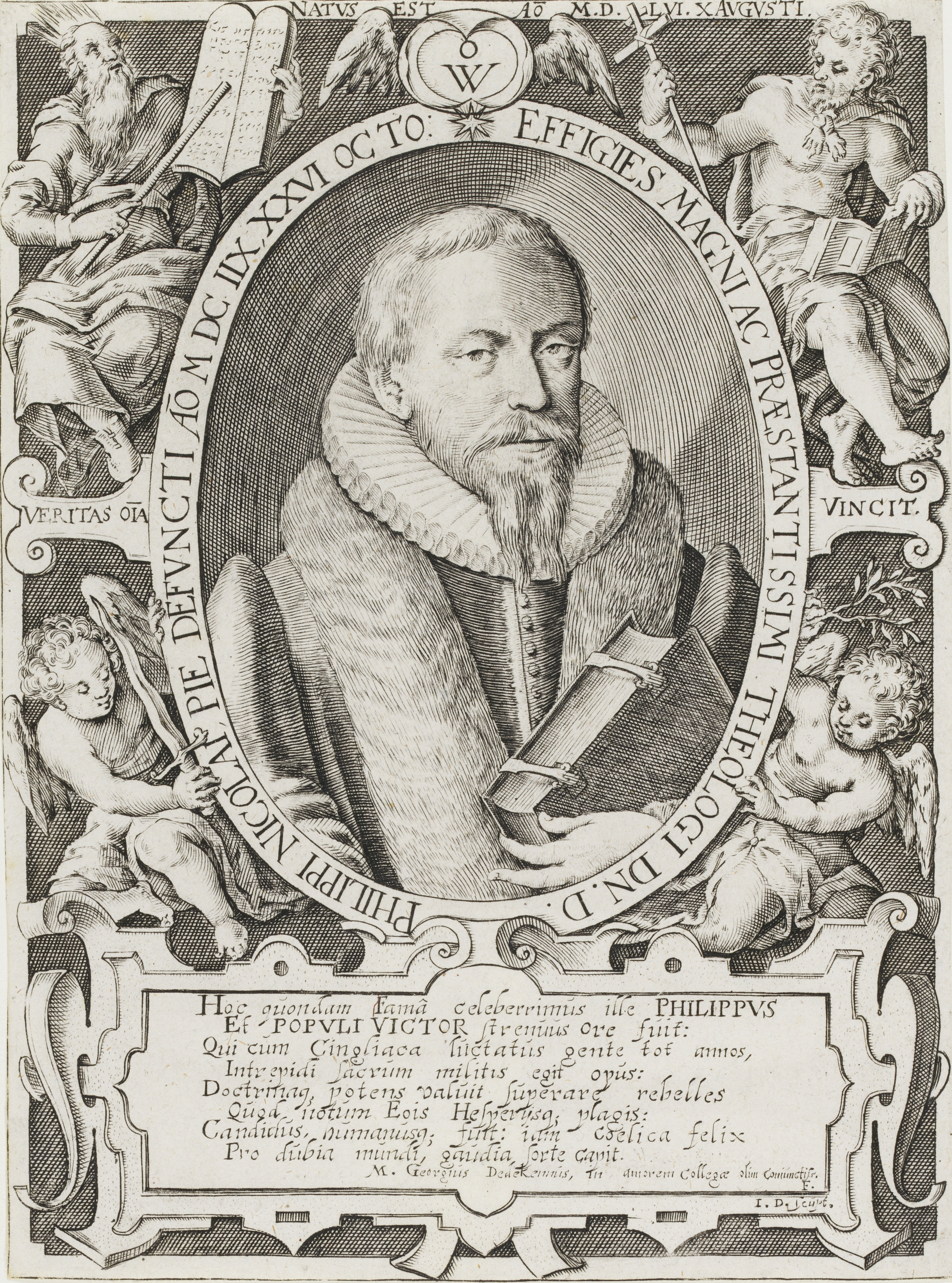
Philipp Nicolai

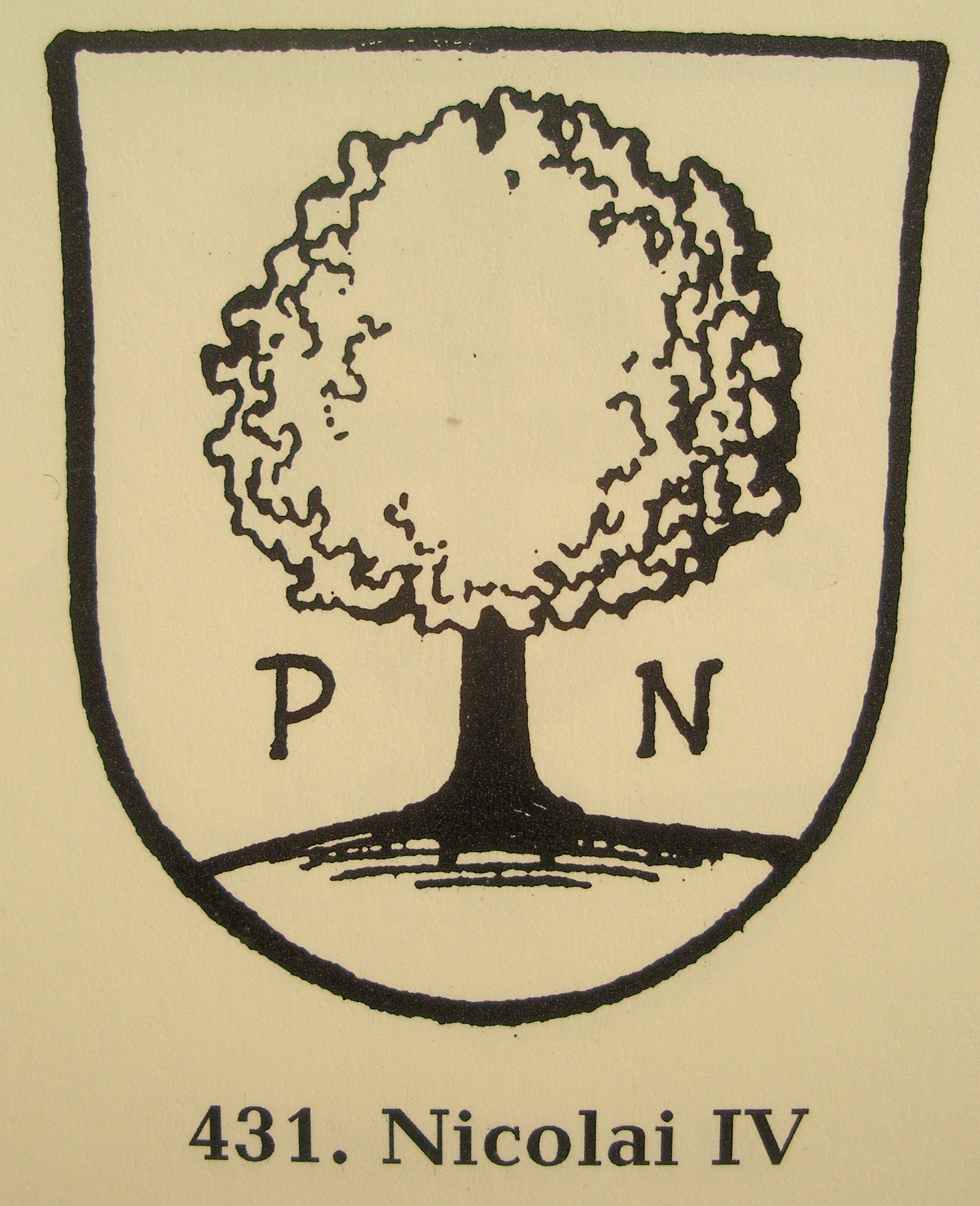
Siegel Philipp Nicolai

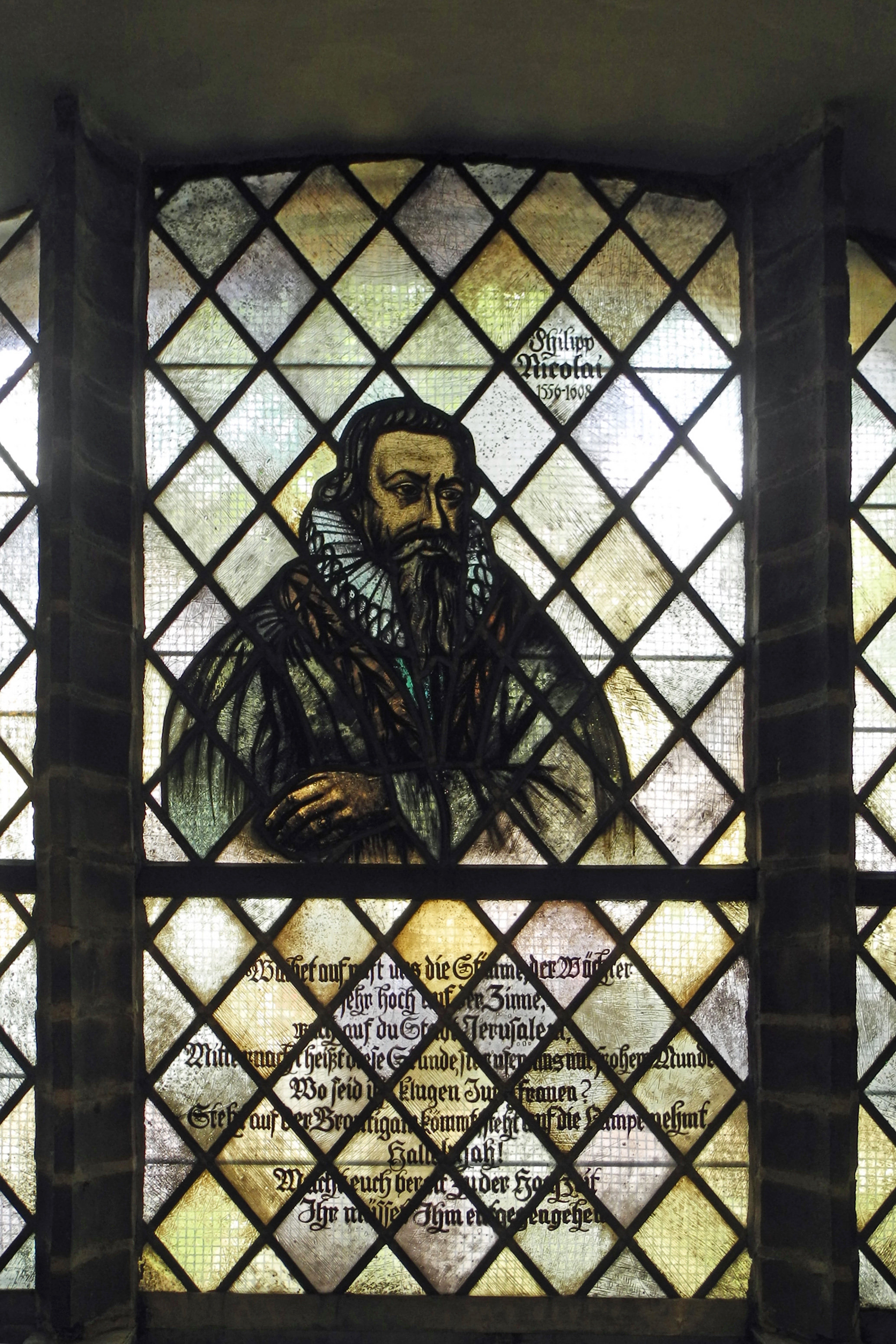
Glasfenster Philipp Nicolai in der Paul-Gerhardt-Kirche Lübben

Philipp Nicolai (* 10. August 1556 in Mengeringhausen; † 26. Oktober 1608 in Hamburg) war lutherischer Hofprediger und Pfarrer in Herdecke, Alt-Wildungen, Unna und Hamburg sowie Liederdichter.

## Leben
Philipp Nicolai wurde 1556 in Mengeringhausen geboren. Er war Schüler bei Ludwig Helmbold in Mühlhausen und wurde anschließend Pfarrer in Herdecke. Hier wurde er während der Gegenreformation von spanischen Söldnern vertrieben. Er betätigte sich als Prediger der lutherischen Untergrundgemeinde im katholischen Köln. 1579 wohnte er eine kurze Zeit mit seinem Bruder Jeremias im aufgelassenen Kloster Volkhardinghausen. 1583 wurde er als lutherischer Pfarrer nach Herdecke berufen.
Im Frühjahr 1587 wurde er Kaplan (2. Pfarrer) an der Kirche zu Nieder-Wildungen. In dieser Eigenschaft bekleidete er von Oktober 1587 bis Juni 1588 die vakant gewordene Stelle des Pfarrherrn (1. Pfarrer). Ab Oktober 1588 amtierte er als Hofprediger und als Erzieher des Grafen Wilhelm Ernst von Waldeck im benachbarten Alt-Wildungen. Ihm widmete er den Choral Wie schön leuchtet der Morgenstern, dessen Strophenanfangsbuchstaben das gleiche Akrostichon bilden wie der volle Name Wilhelm Ernst Graf und Herr zu Waldeck: 1) Wie schön, 2) Ey meine Perl … 6) Zwingt die Saiten, 7) Wie bin ich. Seit 1596 war er Pfarrer in der westfälischen Stadt Unna in der Grafschaft Mark. Am 2. August 1597 hielt er die Leichenpredigt für Pfarrer Joachim Kerstin, der in der Stadtkirche in Unna für die lutherische Konfession eine wichtige Bedeutung hatte und an der Pest gestorben war. Nicolai ließ auf den Grabstein in der Kirche setzen: „O Schöpfer! In diesem Grabe ruht jener unerschrockene Wächter, der aus diesem Gotteshause die wütenden Wölfe heraustrieb, der die versprengten Schafe zurückführte und die Kirche wieder säuberte und seine Herde in heilbringendem Gottesdienst auf die Weide führte.“ Die Inschrift schließt in der Hoffnung, „dass niemals das gereinigte Unna vom Glauben abfalle“.
Nicolai trat gegen Calvinisten und Katholiken gleichermaßen kämpferisch auf. In dieser Pestzeit unterbrach er seinen Feldzug gegen die Reformierten und schrieb 1599 den Freudenspiegel des ewigen Lebens. In diesem Buch veröffentlichte er zum ersten Mal seine beiden berühmten Kirchenlieder Wie schön leuchtet der Morgenstern und Wachet auf, ruft uns die Stimme.
Ab 1601 wirkte Nicolai als Hauptpastor an St. Katharinen in Hamburg, wo er 1608 starb. Georg Dedeken, der mit Nicolai eng befreundet gewesen war, hielt die Leichenpredigt und veröffentlichte 1617 die von Nicolai hinterlassenen Schriften.
Nicolai war ein unerbittlicher Verteidiger des Luthertums. Zugleich war er ein Vermittler einer innerlichen mystischen Frömmigkeit.

## Gedenken
Evangelischer Gedenktag ist der 25. Oktober.
Philipp Nicolai war Namensgeber für Kirchengebäude bzw. Kirchengemeinden (siehe Philipp-Nicolai-Kirche).
Der Asteroid (52309) Philnicolai wurde am 6. August 2003 nach ihm benannt.
Die Philipp-Nicolai-Medaille wird von der Evangelischen Kirche von Kurhessen und Waldeck an verdiente Kirchenmusiker verliehen.

## Werke
Das ausführlichste Verzeichnis seiner Schriften findet sich im Lexikon hamburgischer Schriftsteller V, S. 526 ff. (Digitalisat).
- Pacis pietatisque periclitatio (lateinisches Gedicht mit theologischem Inhalt), Wittenberg 1574, erschienen unter dem Namen Philippus Nicolai Mengeringhusanus
- Commentariorum de rebus antiquis Germanicarum gentium libri sex, 1580.
- Philippi Nicolai apud Herdecanos in Westphalia Verbi Ministri Fundamentorum Calvinianae sectae, cum veteribus Arianis & Nestorianis communium detectio. Qua Collatis Partium Argumentis, Neminem Christianorum Calvinianis adhaerere posse demonstratur, quin unam necessariam Arianismi & Nestorianismi suscipiat defensionem; Ad haec, Quemadmodum Ab Arianis & Nestorianis, procreatus est Mahumetismus: ita eundem a Sacramentariis hodie, occulta haereseωn cognatione foveri, et sensim in montes Israelitarum attrahi. Verba Neuseri Apostatae. Qui timet sibi, ne incidat in Arianismum, caveat Calvinismum. (Des Philipp Nicolai, Dieners des Wortes bei den Herdeckern in Westfalen, Aufdeckung der gemeinsamen Fundamente der calvinischen Sekte mit den alten Arianern und Nestorianern. Darin wird durch einen Vergleich der Argumente der Parteien gezeigt, dass keiner der Christen den Calvinern anhängen kann, ohne dass er damit zugleich die Verteidigung des Arianismus und des Nestorianismus unternimmt. Ferner wird gezeigt, dass, wie von den Arianern und Nestorianern der Mohamedanismus hervorgebracht worden ist, so derselbe von den Sakramentariern heute durch eine verborgene Verwandtschaft mit den Irrlehren gefördert und nach und nach in die Berge der Israeliten verschleppt wird. Worte von Neuser, dem Abtrünnigen: „Wer für sich fürchtet, in den Arianismus zu fallen, hüte sich vor dem Calvinismus.“) Gruppenbachius, Tübingen 1586 (2. Auflage Hamburg 1609) (Digitalisat).
- Disputatio De Duobus Antichristis Primariis, Mahumete et Pontifice Romano, Cuius Propositiones, Deo Clementer Adiuvante, praeside Aegidio Hunnio, Theologiae Doctore & Professore, die 15. Augusti pro gradu Doctoreo in Theologiâ consequendo publicè tuebitur Philippus Nicolai Minister Verbi In Aula Ecclesiaque Wildungensi paleopolitanâ. Marburg 1590 (Digitalisat).
- Theses de persona Christi, praedestinatione filiorum Dei, et libero arbitrio, Wittenberg Dissertation 1594, Verfasser: Aegidius Hunnius, Wolfgangus Mamphrasius, David Runge, Philipp Nicolai.
- Methodus controversiae de omniapraesentia Christi secundum naturam eius humanam; Additum est responsum breve … ad duos Antonii Sadeelis libellos, quorum priorim de Spirituali & alterum de Sacramentali manuducatione coporis Christi inscripsit. Frankfurt 1596.
- Kurtzer Bericht Vonn der Caluinisten Gott vnd jhrer Religion Jn etliche Frag vnnd Antwort allen Gottseligen einfältigen Leyen so … wider jhr Gewissen mit solcher jrriger Lehr beschweret vnd angefochten werden … verfasset vnd zusammen getragen: Sampt angehengter kurtzer Form wie ein Christlicher … Haußvatter sein Kindt vnnd Haußgesind für demselbigen … Caluinismo … warnen vnd dauon abhalten soll. Halle 1597 (Digitalisat).
- Nothwendiger vnd gantz vollkommener Bericht Von der gantzen Caluinischen Religion auß jren eygenen Büchern vnd Schrifften gezogen sampt derselbigen auß H. Schrifft Widerlegung: Alles nach Ordnung der fünff Häuptstueck deß Catechismi D. Lutheri … verfasset Durch Philippvm Nicolae, der H. Schrifft Doctorn vnd Dienern am Wort Gottes zu Vnna in Westphalen. Frankfurt a. M. 1597 (Digitalisat).
- Historia deß Reichs Christi, Das ist: Gründtliche Beschreibung der wundersammen Erweiterung seltzamen Glücks und gewisser bestimpter Zeit der Kirchen Christi im Neuwen Testament. Frankfurt a. M., Spies 1598 (Digitalisat).
- Frewden Spiegel deß ewigen Lebens. Frankfurt a. M., 1599 (Digitalisat – Geschrieben nach der Pest in Unna, darin sind die Texte und Melodien der Choräle Wie schön leuchtet der Morgenstern (EG 70) und Wachet auf, ruft uns die Stimme (EG 147 und 535 mit dem Bachsatz der dritten Strophe „Gloria sei dir gesungen“) des heutigen Evangelischen Gesangbuches enthalten. Beide Lieder sind auch im katholischen Gotteslob enthalten („Wachet auf“ Nr. 554, „Wie schön leuchtet der Morgenstern“ mit leicht verändertem Text Nr. 357). Johann Sebastian Bach benutzte Nicolais Choräle für seine Kantaten. Seine Choralkantaten Wie schön leuchtet der Morgenstern, BWV 1 und Wachet auf, ruft uns die Stimme, BWV 140 beruhen auf ihnen).
- Spiegel dess bösen Geistes, der sich in der Caluinisten Büchern reget, und kurtzumb für ein Gott wil geehret seyn … Frankfurt 1599 (Digitalisat des zweiten Bandes).
- Abtreibung dess Wehrlosen Nichtigen und Mistfaulen Entsatzes welchen die Caluinisten zu Unna wider den Hammerschlag Go(e)ttliches Worts in dem streittigen Artickel von der Ubiquitet haben aussgehen lassen; Darinnen die Gegenwa(e)rtigkeit unsers Herrn und Heylandes Jesu Christi nach seiner Menschlichen Natur im Himmel und auff Erden … erwiesen … wirdt durch Philippum Nicolai der H. Schrifft Doctorn und Dienern am Wort Gottes zu Unna in Westphalen … Franckfurt am Mayn 1599.
- Die erst Victoria, Triumph und Frewdenjubel, der bittern und viel verhasseten, aber doch Gott lob hocherhabener und unuberwindtlichen Warheit uber dess Calvinischen Geistes Niderlag; Darinnen der Zürchischen Prediger repetierter elender Guckucksgesang, under dem Tittel: Abfertigung des Lästerspiegels Philippi Nicolai, durch offenen Truck aussgespregt, zur Gnüge beantwortet und ihr verlorne Streitsache dem christlichen Leser hell und deutlich für Augen gestellt wirt. Frankfurt 1600 (Digitalisat).
- Verantwortung der Evangelischen Kirchen in Hollandt/ wider die Lästerung Petri Plancii Calvinischen Predigers zu Amsterdam und seiner Consorten: Darinn sonderlich das Geheimniß vom Himmel und von der streitigen Ubiquitet/ als auch der Unterschied zwischen der Augspurgischen Confession/ und der Calvinisten Religion gründlich erklehret un[d] außfündig gemacht wird. Hamburg 1603 (Digitalisat).
- Freidige Widerkunfft D. Philippi Nicolai, Evangelischen Predigers zu Hamburg. Auff die faule Abfertigung von D. Urbano Pierio, Calvinischen Predigern zu Bremen/ vor etlichen tagen wider das wolbegründete Examen Examinis in offenem Truck außgesprenget. Hamburg 1603 (Digitalisat).
- Grundfest und richtige Erklerung dess streitigen Artickels von der Gegenwart unsers Säligmachers Jesu Christi nach beyden Naturen im Himmel und auff Erden; Zu verhütung deß Calvinische[n] Schwarms und rechter Einnemung der reinen Warheit in Frag und Antwort verfasset durch Philippum Nicolai. Hamburg 1604.
- Bericht von der Evangelischen Christen Widerwerdigkeit zu Amsterdam in Hollandt; dem strengen Calvinisten Petro Plancio daselbst zur Nachrichtung und der bedrangenten Gemein zu Trost und heilsamer Vermanung kürtzlich verfasset, Hamburg 1604 (Digitalisat).
- Theoria vitae aeternae oder historische Beschreibung des ganzen Geheimnisses vom ewigen Leben. Lübeck/Hamburg 1606 (Digitalisat).
- Von Christo Jesu dem Bawm des Lebens vnd seinen edlen Früchten, Eine Christliche Predigt vber die Wort des Herren. Hose. 14. Ich wil sein wie ein grünende Tanne. Lüneburg/Hamburg 1607 (Digitalisat).
- De Antichristo Romano Perditionis Filio, Philippi Nicolai Sacrae Theologiae Doctoris cum Loiolitana societate …: Conflictus Primus. Hamburg 1609 (Digitalisat).
- ... Theil, Aller Teutschen Schrifften, des weyland … Herrn Philippi Nicolai … der Kirchen Catharinae in Hamburgk wolverdienten Pastorn: Welche Er nicht allein bey Lebendszeit vnterschiedlich nach einander in Druck verfertigen lassen, sondern die auch nach seinem tödtlichen Abgang, vbrig gefunden …, 1. Hamburg 1617 (Digitalisat).
- ... Theil, Aller Teutschen Schrifften, des weyland … Herrn Philippi Nicolai … der Kirchen Catharinae in Hamburgk wolverdienten Pastorn: Welche Er nicht allein bey Lebendszeit vnterschiedlich nach einander in Druck verfertigen lassen, sondern die auch nach seinem tödtlichen Abgang, vbrig gefunden …, 2. Hamburg 1617 (Digitalisat).
- Chronologia sacra. Wreittoun, Edinburgum 1630.
- Folgen schöne Gesänge D. Philippi Nicolai und anderer frommen Christen, so zuvor in solchem Format noch niemals außgangen, Den Reisenden aber zu gut also gedruckt sind: Viel schöne Geistliche Lieder genommen aauß dem Frewdenspiegel deß ewigen Lebens Durch D. Philippum Nicolai. 1650 (Digitalisat).
- Hn. D. Philippi Nicolai Weyland Hochverdienten Pastoris bey der Kirche zu S. Catharinen in Hamburg Antwort Auff die Frage: Ob die Gnaden-Thüre allen Sündern biß an den Tod offen stehe? Leipzig circa 1701 (Online, PDF, 422 KB).